# Arborfield (Canada)
Arborfield is een plaats (town) in de Canadese provincie Saskatchewan en telt 329 inwoners (2006).